# 水户黄门
水戶黃門是日本江戶時代水戶藩第2代藩主、有“天下的副將軍”之称的德川光圀的別稱，也指他與兩名家臣佐佐宗淳（佐佐木助三郎）和安積澹泊（渥美格之進）在日本各地漫遊的民間故事。由於光圀为水戶藩的藩主，又曾任權中納言（唐名：黄门），故而人稱水戶黃門。
水戶黃門在日本的知名度非常高，被改編成講談、歌舞伎、歌曲、小說、電影、電視劇、動畫、漫畫及電子遊戲等各式各樣的作品。

## 电影
1910年代到1970年代，水戶黃門故事已多次改編成電影。歷年來，扮演水戶黃門的演員有尾上松之助（1910年9月）、實川童、五代目澤村四郎五郎、久松玉城、東野英治郎（1978年12月）等人。

## 电视剧

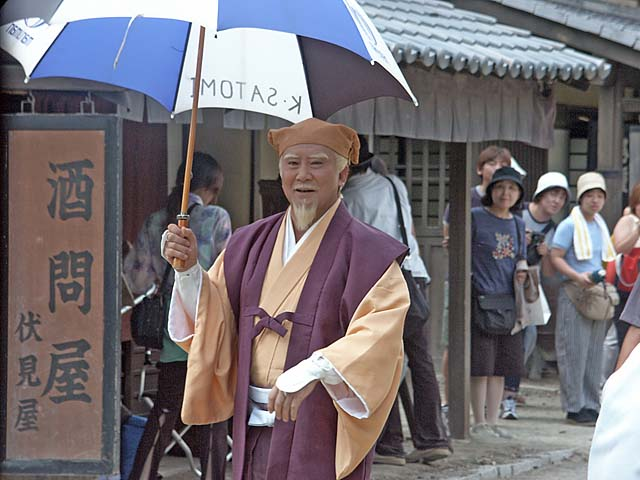
里见浩太朗扮演的电视剧水户黄门

從1969年到近期，水戶黃門故事已多次改編為TBS電視台電視劇播出。
歷年來飾演主人公水戶黃門的演員有東野英治郎、西村晃、佐野浅夫、石坂浩二、里見浩太朗等人。其他演員及角色人物參見水戶黃門電視劇登場人物列表。

## 電視動畫
《水户黄门 (动画)》

## 類似戲劇
- 暴坊將軍（主角為江戶幕府八代將軍、紀州藩五代藩主德川吉宗）
- 遠山之金先生（日语：遠山の金さん）（主角為江戶幕府町奉行遠山景元）
- 篤姬